# Лихачёв, Михаил Тимофеевич (окольничий)
Михаил Тимофеевич Лихачёв (ок. 1640—1706) — чарочник (1660), ключник (1675), стряпчий с ключом (1676), казначей (1682) и думный дворянин (1682), окольничий (1683—1692).

## Биография
Представитель дворянского рода Лихачёвых. Сын дворянина Тимофея Ивановича Лихачёва. Старший брат — царский постельничий Алексей Тимофеевич Лихачёв (? — 1729). Сестра — Матрёна Тимофеевна Лихачёва (ум. 1680), замужем за В. Я. Дашковым.
В 1660 и 1664 годах упоминается в чине чаровника. В феврале 1675 года Михаил Лихачёв назначен степенным ключником Сытного дворца.
1 февраля 1676 года Михаил Тимофеевич Лихачёв пожалован в стряпчие с ключом. В 1678 году получил царскую грамоту, в которой было велено писать его с «вичем».
По сообщению Артамона Сергеевича Матвеева, Михаил Тимофеевич Лихачев, подобно своему брату Алексею, был «великого разума и исполнен самого благочестивого состояния» и пользовался расположением царя Фёдора Алексеевича.
В январе 1682 года М. Т. Лихачёв стал казначеем и думным дворянином. 30 апреля и 4 мая 1682 года он вместе со спальниками «сидел в хоромах у постели великого государя» Фёдора Алексеевича.
19 августа 1683 года Михаил Лихачёв пожалован в окольничие. В октябре 1689 и июле 1690 годах участвовал в крестных ходах.
В 1689-1690 годах М. Т. Лихачёв руководил Оружейной, Золотой и Серебряной палатами. В феврале 1694 года назначен товарищем (заместителем) боярина князя Петра Ивановича Прозоровского в Казенном приказе и приказе Большой казны.
В апреле и июле 1697, апреле 1698, апреле, июле и августе 1699 и январе 1700 годов Михаил Лихачёв принимал участие в крестных ходах.
В марте 1700 года царь Пётр Алексеевич «указал на Москве на своем государеве дворе быть и дела ведать, какие прилучатся: боярину князю Ивану Борисовичу Троекурову, окольничему Михайле Тимофеевичу Лихачеву, думному дьяку Любиму Алферьевичу сыну Домнину».
В 1706 году М. Т. Лихачёв управлял Оружейной палатой.
В 1678 году владел вотчинами в Московском, Рязанском, Переяславском и Кашинском уездах.
В 1689 году М. Т. Лихачёв получил во владение по завещанию Н. Ф. Лихачёва село Васькино Замыцкой волости Московского уезда, где построил в 1700 году церковь.
В конце жизни Михаил Лихачёв владел вотчинами и поместьями в Московском, Белозерском, Рузском, Медынском и Переяславском уездах.
10 октября 1706 года он составил завещание и вскоре скончался. Его вотчины перешли во владение дальним родственникам Дорофею и Любиму Афанасьевичам, Ивану и Никите Ивановичам, Ивану Ивановичу, Ивану Евстигнеевичу, Логину Васильевичу и Степану Самсоновичу Лихачёвым. По поводу такого завещания Н. П. Лихачёв писал: «В этом перечислении не было никого из родственников ближе шести-юродных (если так можно выразиться) племянников и внуков. Михаил Тимофеевич действовал, как идеальный генеалог, умирая бездетным при бездетном богатом брате; своим завещанием он подчёркивал и проповедовал единство рода, торжество родовых начал».

## Семья и дети
Был дважды женат. Его первой женой была Марфа Фёдоровна Строганова (1653/1658— ?), дочь крупного купца и промышленника Фёдора Петровича Строганова. Его второй женой была Татьяна Семёновна (в др. источниках Никитична) (13.01.1676—16.04.1747), происхождение и фамилия которой неизвестны. Дети от обоих браков умерли в младенчестве и были похоронены в Никитском монастыре в Москве. Там же похоронена и вторая супруга.
Его единственный переживший младенчество сын:
- Фёдор (Прохор) Михайлович (1681—28.12.1694), служил комнатным стольником при царях Иоанне и Петре (1689—1692), скончался при жизни отца в отрочестве. Ему было 5 лет и один месяц, когда его взяли «в комнаты», а умер он в возрасте 13-ти лет и 5-ти месяцев.